# (3890) Бунин
(3890) Бунин (лат. Bunin) — типичный астероид главного пояса, открыт 18 декабря 1976 года советским астрономом Людмилой Черных в Крымской астрофизической обсерватории и 27 июня 1991 года назван в честь русского писателя, поэта и переводчика Ивана Бунина.

## Обнаружение и именование
(3890) Бунин
Открыт 18 декабря 1976 года в Научном Л. И. Черных.
Назван в память о выдающемся русском писателе и нобелевском лауреате Иване Алексеевиче Бунине (1870—1953).
Оригинальный текст (англ.)3890 Bunin
Discovered 1976-12-18 by Chernykh, L. at Nauchnyj.
Named in memory of an outstanding Russian writer and Nobel laureate Ivan Alekseevich Bunin (1870—1953).
Источники: DISCOVERY.DB; M.P.C. 18454.

## Орбита

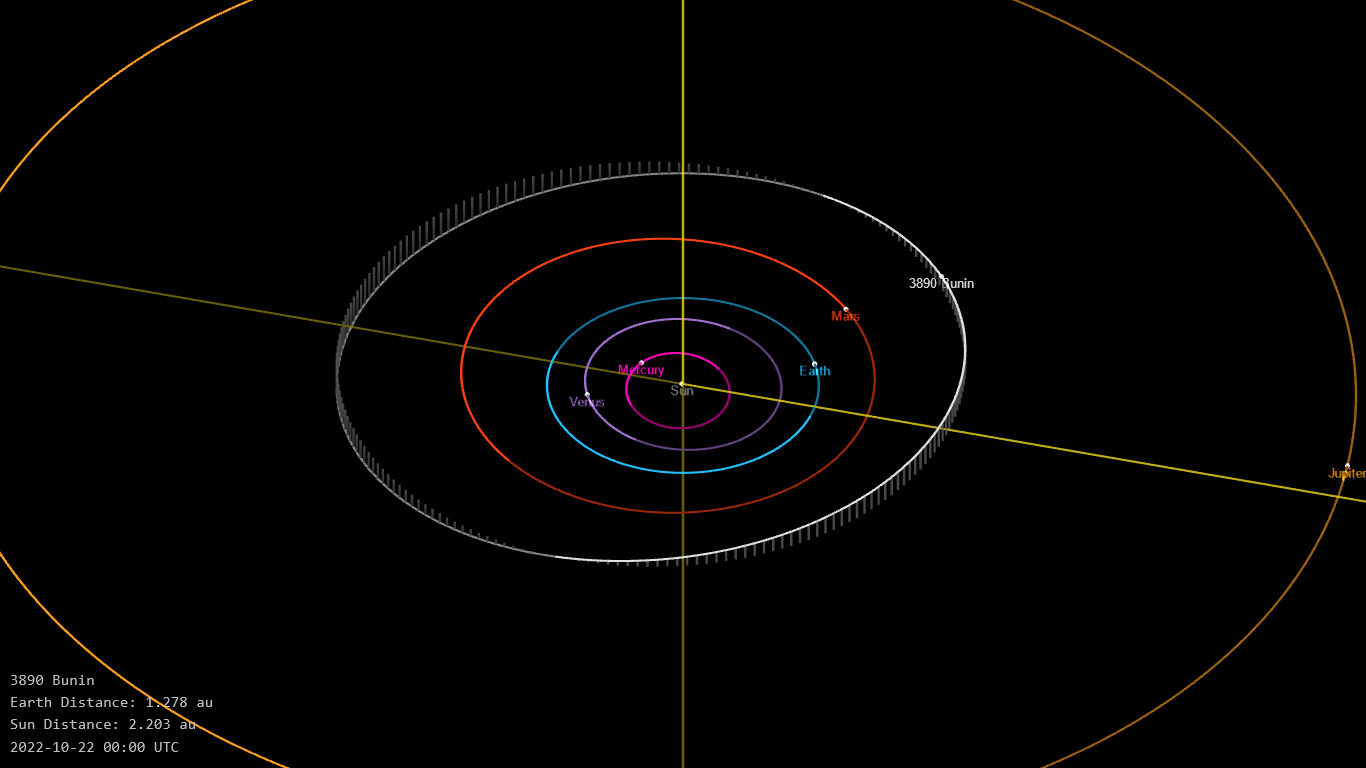
Орбита астероида Бунин и его положение в Солнечной системе

## Физические характеристики
Из наблюдений телескопа VISTA следует, что астероид относится к таксономическому классу C.
По результатам наблюдений в видимом и ближнем инфракрасном диапазоне космического телескопа NEOWISE диаметр астероида сначала оценивался равным 9,839±0,062 км, позже — 8,96±2,38 км, 9,41±2,88 км, 9,653±2,897 км, 9,839±0,062 км, 10,53±2,88 км, 9,68±2,57 км, 9,10±2,77 км и 9,49±2,34 км, 9,73±2,43 км и 9,66±2,09 км. Согласно тем же источникам альбедо оценивается как 0,0579±0,0070, 0,07±0,06, 0,05±0,03, 0,0583±0,0414, 0,058±0,007, 0,053±0,033, 0,062±0,041, 0,055±0.039 и 0,050±0.033, 0,055±0,039 и 0,057±0,030.